# Immergentia angulata
Immergentia angulata is een mosdiertjessoort uit de familie van de Immergentiidae. De wetenschappelijke naam van de soort is voor het eerst geldig gepubliceerd in 1969 door J.D. Soule en D.F. Soule.